# Lüneburg
Lüneburg az Imenau partján, fontos fő közlekedési utak kereszteződésében fekvő település. A Lüneburger Heide tájegység névadó városa. Ismert gyógyhely, mely nevet fontos sókat tartalmazó forrásvizének köszönhet. Kultúrközpont; több főiskolája, akadémiája, Goethe intézete, saját színháza, múzeuma is van. Jelentős iparral: fémfeldolgozó-, konfekció, faipar, vegyipar és sólepárló üzem is található a városban.

## Fekvése
Hamburgtól délkeletre fekvő település.

## Története

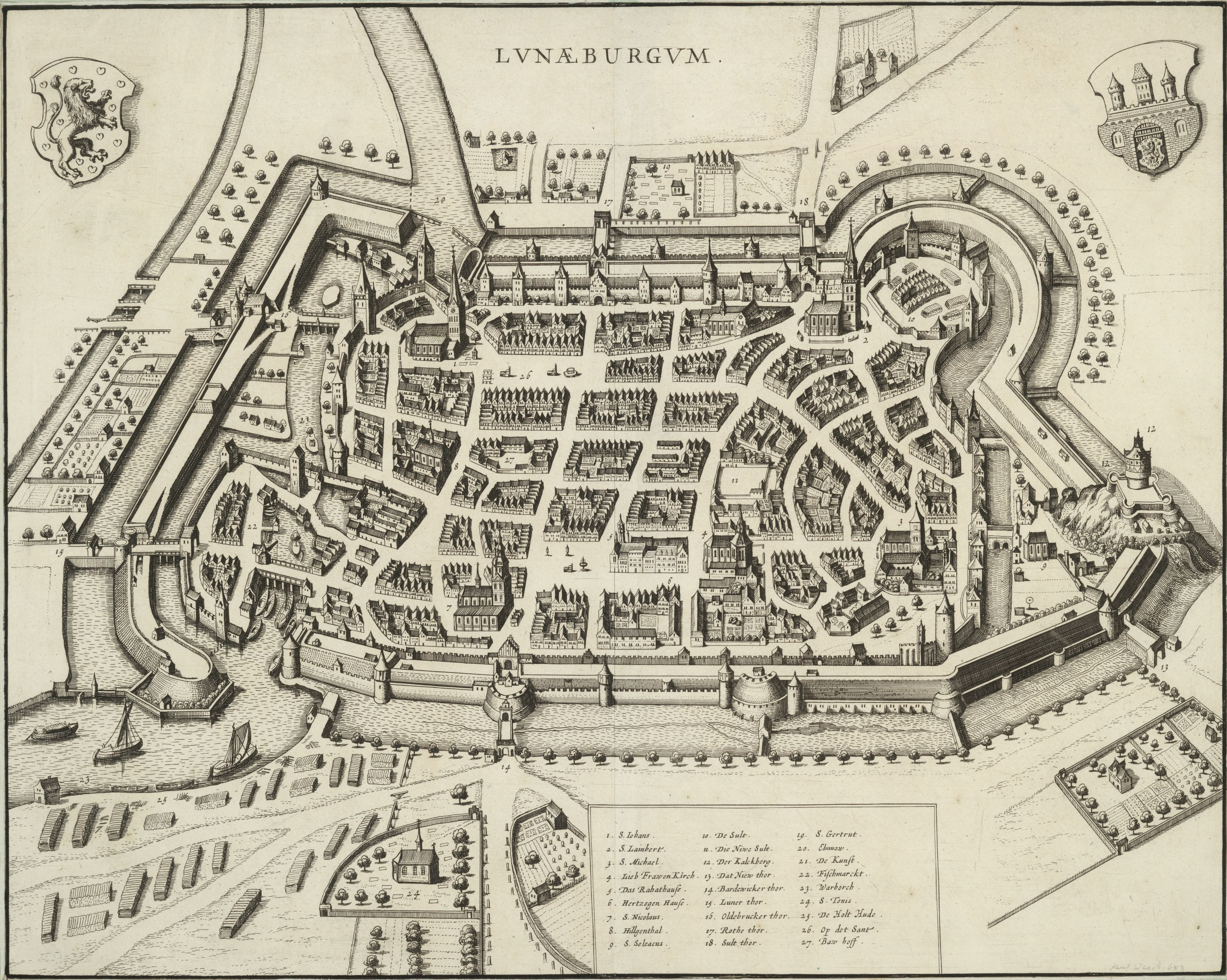
Lüneburg egy 1682-es metszeten

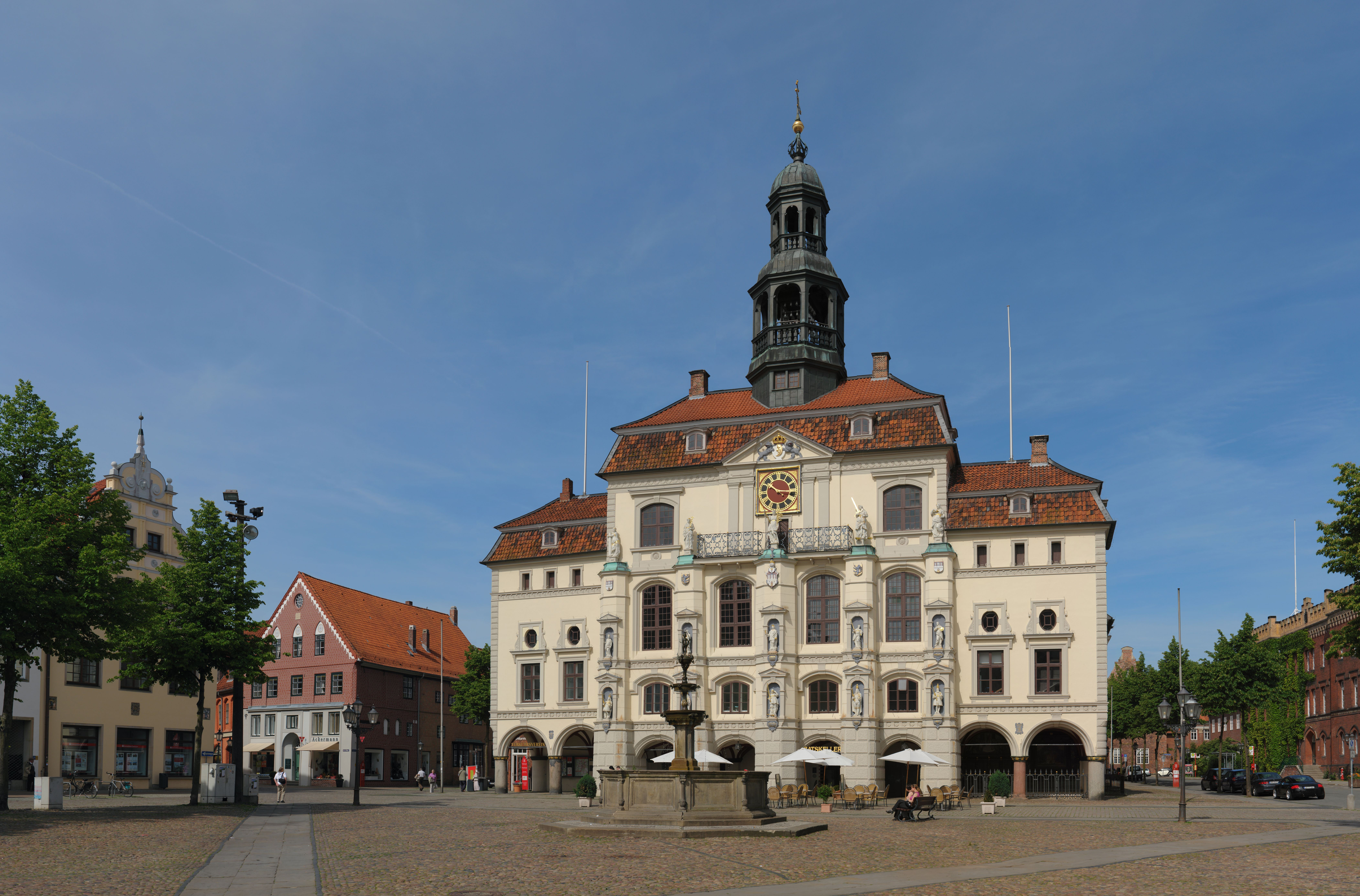
Városháza

A város a 10. század körül keletkezett, keletkezéséről számos legenda maradt fenn: Julius cézár pl. a közeli Kalkbergen szentélyt a holdisten tiszteletére emeltette, s talán akkoriban fedezték fel a sólelőhelyeket is, és akkor kapta a város a Lunaeburg, vagy Selenopolis nevet.
Egy másik legenda szerint a város egy vaddisznónak köszönheti létezését, az ugyanis addig turkált, míg víz tört fel a földből, amelyben dagonyázott egyet, majd továbbállva egy vadász célpontja lett, aki csodálkozva szemlélte a sós vízből kicsapódó sótól csillogó fehér állatot.
951-ben Hermann Billung a környék sólelőhelye miatt építette fel Kalkberg melletti várát. I. Ottó német-római császár pedig 956-ban az itteni bencés kolostornak adományozta a sóvám jogát.
A Billdung család kihalása után a város a cellei Welf-hercegek birtokába került.
Később egy feljegyzés szerint 1189-ben Oroszlán Henrik földig lerombolta a várost, az akkori rombolást csak a dóm vészelte át. Déli falán máig megtalálható egy tábla, rajta a felirat: Leonis vestigium (az oroszlán nyomai).
1269 óta a város a lüneburgi fejedelmek rezidenciája volt.
1371-ben a város polgársága a hercegektől jelentős szabadságjogokat vívtak ki maguknak, akik aztán e kiváltságokat 1637-ben visszaszerezték maguknak.
Lüneburg Hanza-város volt.
A 18. században bekövetkezett gazdasági visszaesés alatt Lüneburg a hannoveri hercegséghez csatlakozott.
Lüneburg 1803-1813 között francia megszállás alatt állt.

## Nevezetességek
- Piactér (Marktplatz) - mai formája 1200 körül alakult ki.
- Városháza (Rathaus) - különböző korú és stílusú polgárházak sorából áll.  Egyes részeinek keletkezési ideje 13. századtól a 18. századig alakultak ki.
- Szent János templom (St. Johanniskirche) - Az erőteljes csarnoktemplomot 1370-1380 között öthajósra bővítették. Tornya 106 méter magasságú, hegyes csúcsban végződő. Főoltárának szárnyait Szt. János, Szt. Orsolya, Szt. Cecilia és Szt. György életéből vett képek díszítik. A templom festményei 1482-ből valók.
- Mihály templom (Michaelkirsche)
- Kloster Lüne apácazárda - 1172-ben alapították. Temploma gótikus stílusú.

## Közlekedés

### Közúti közlekedés
A várost érinti az A39-es autópálya.

## Galéria

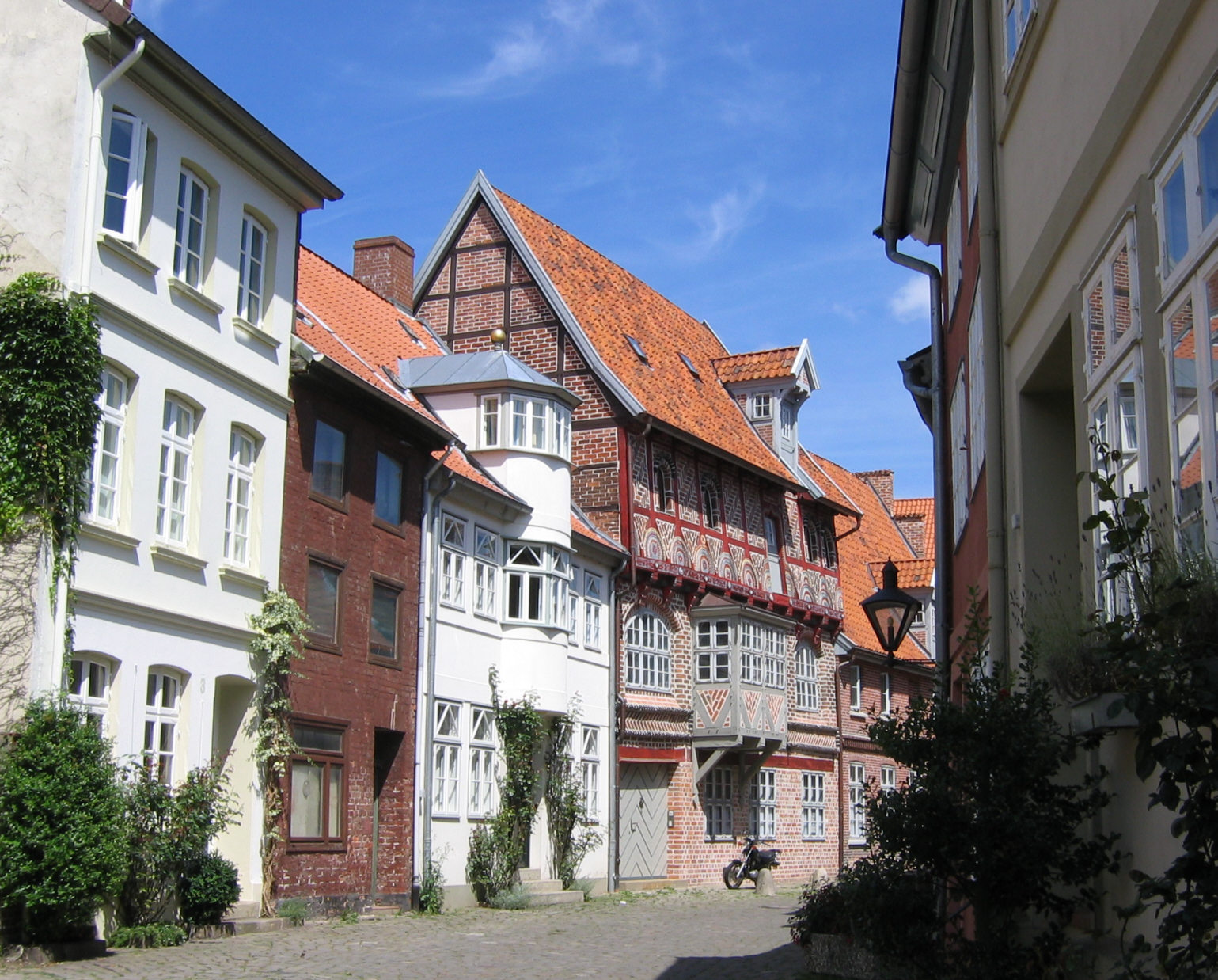
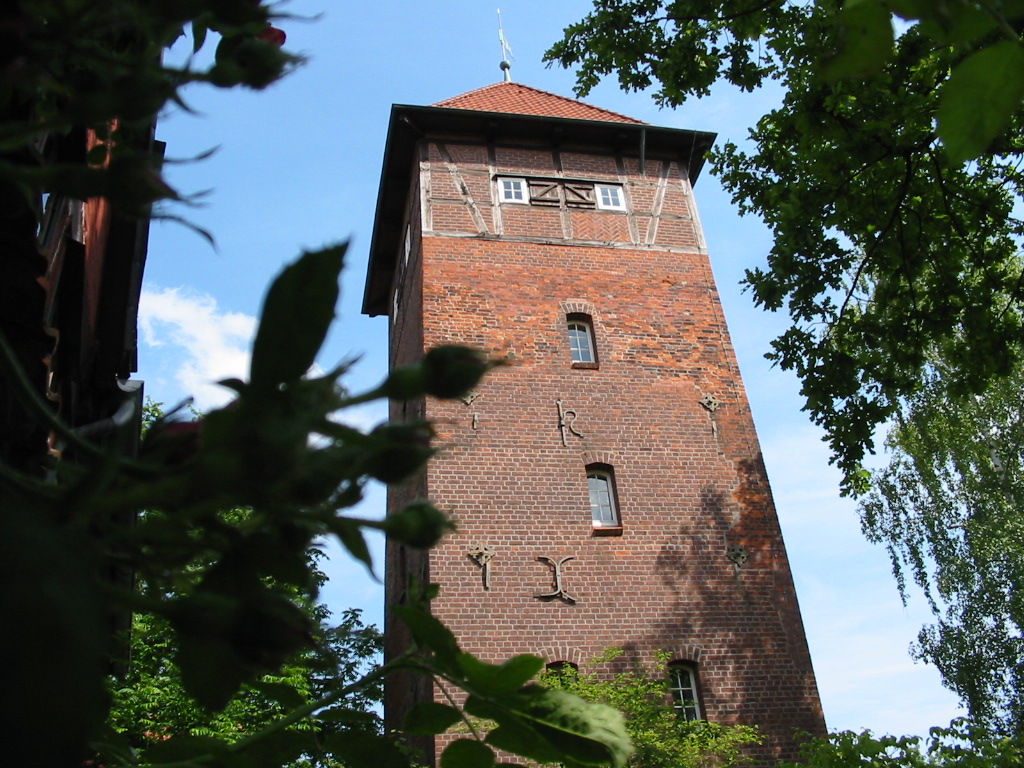
víztorony
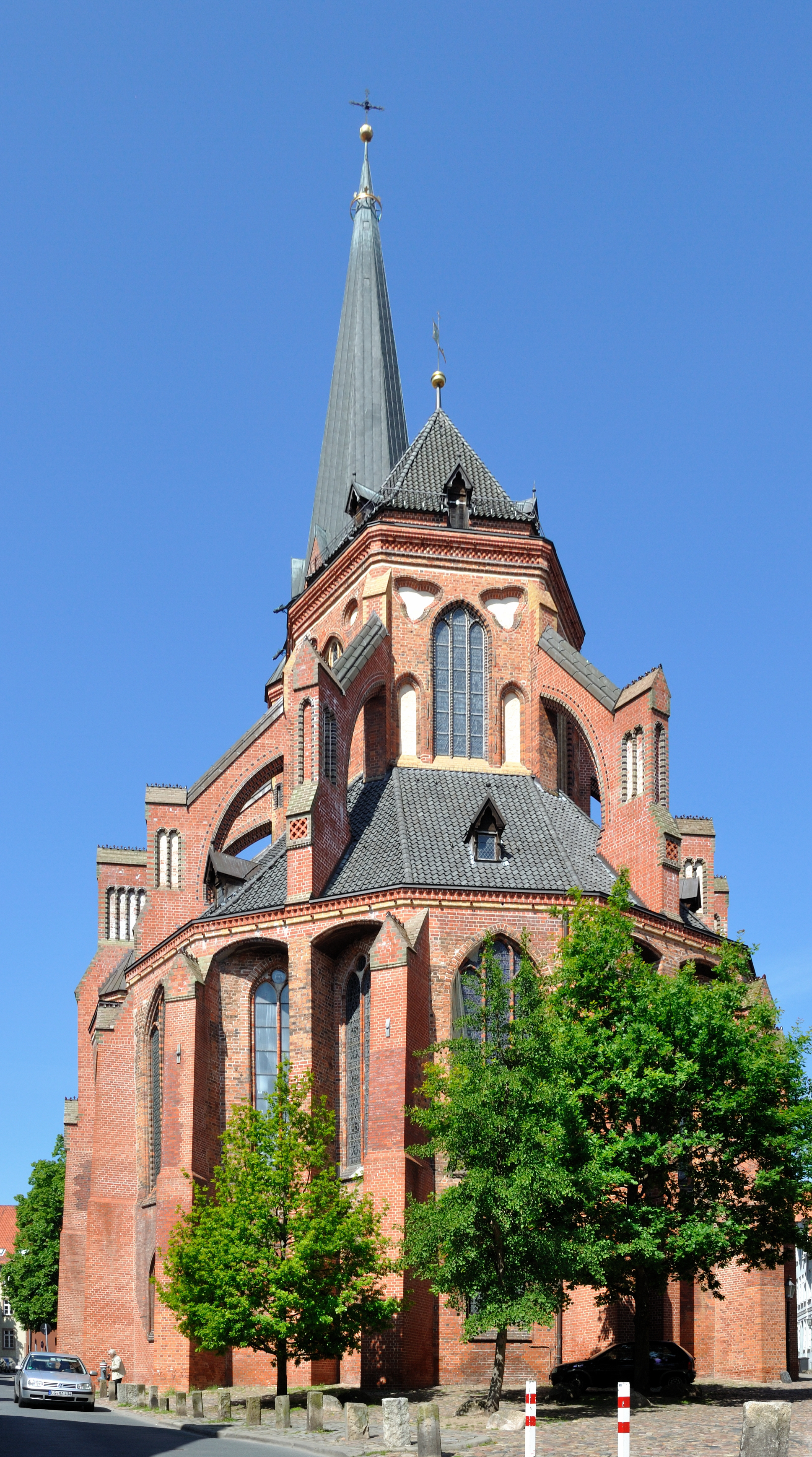
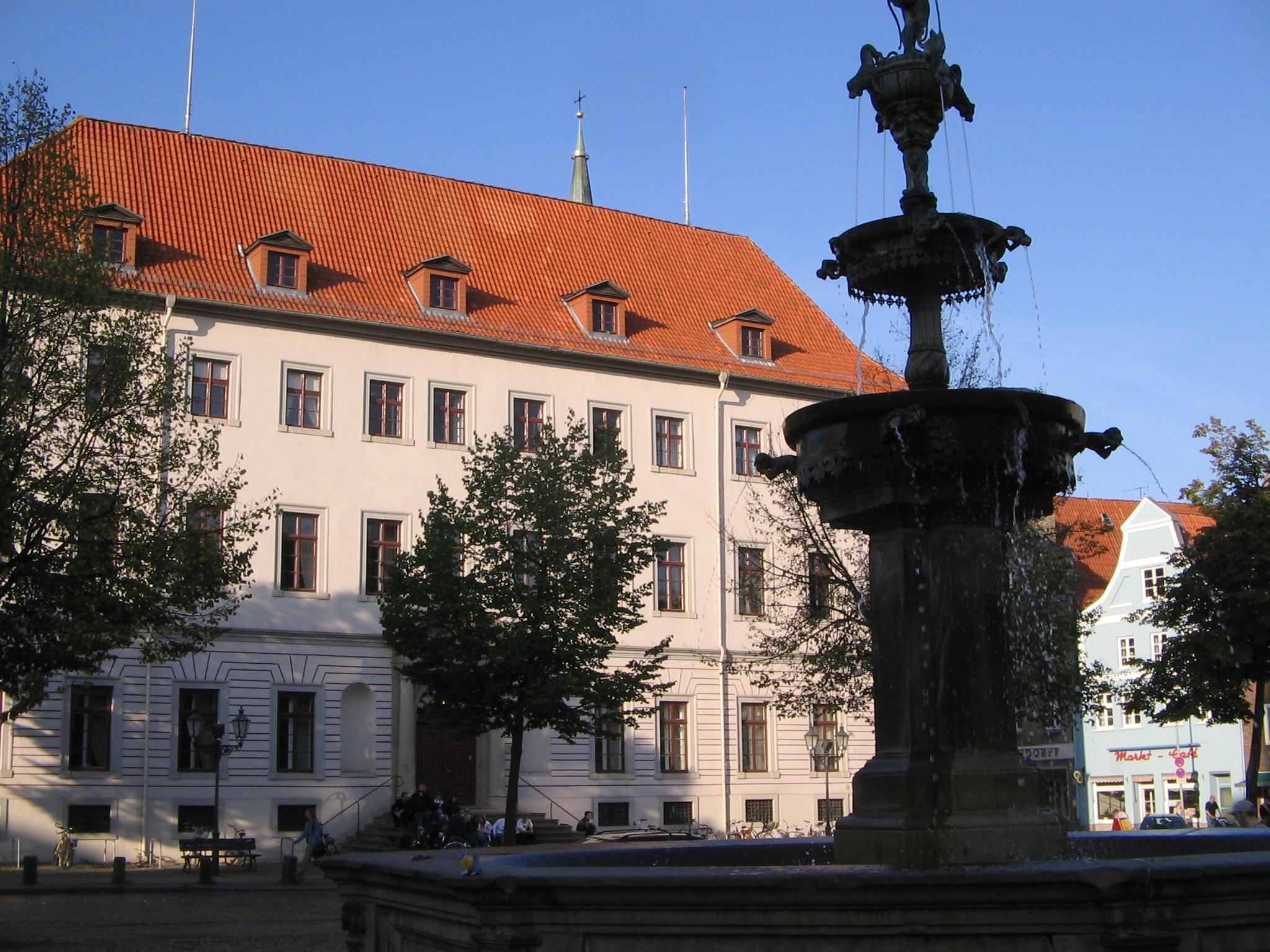
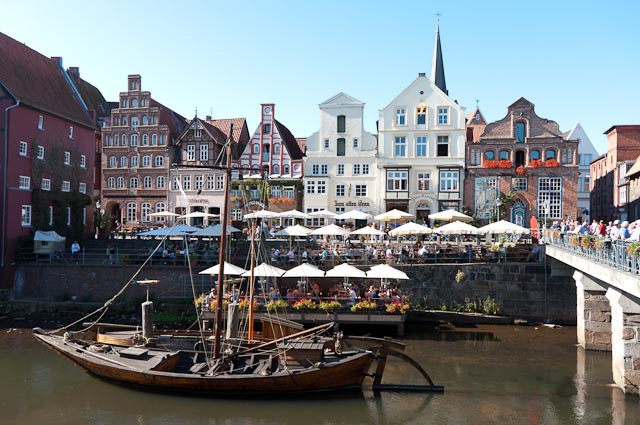
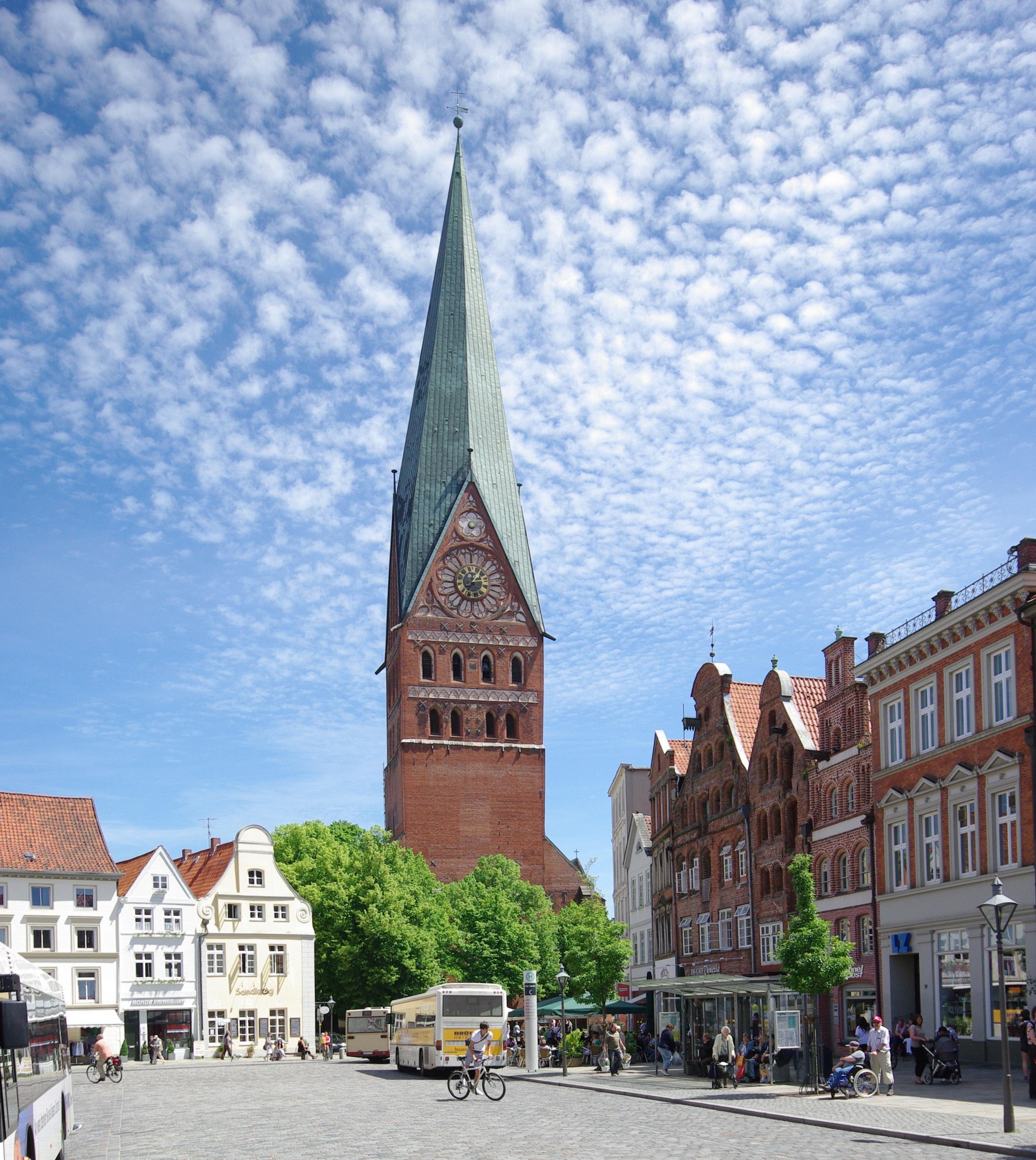
Szent János templom
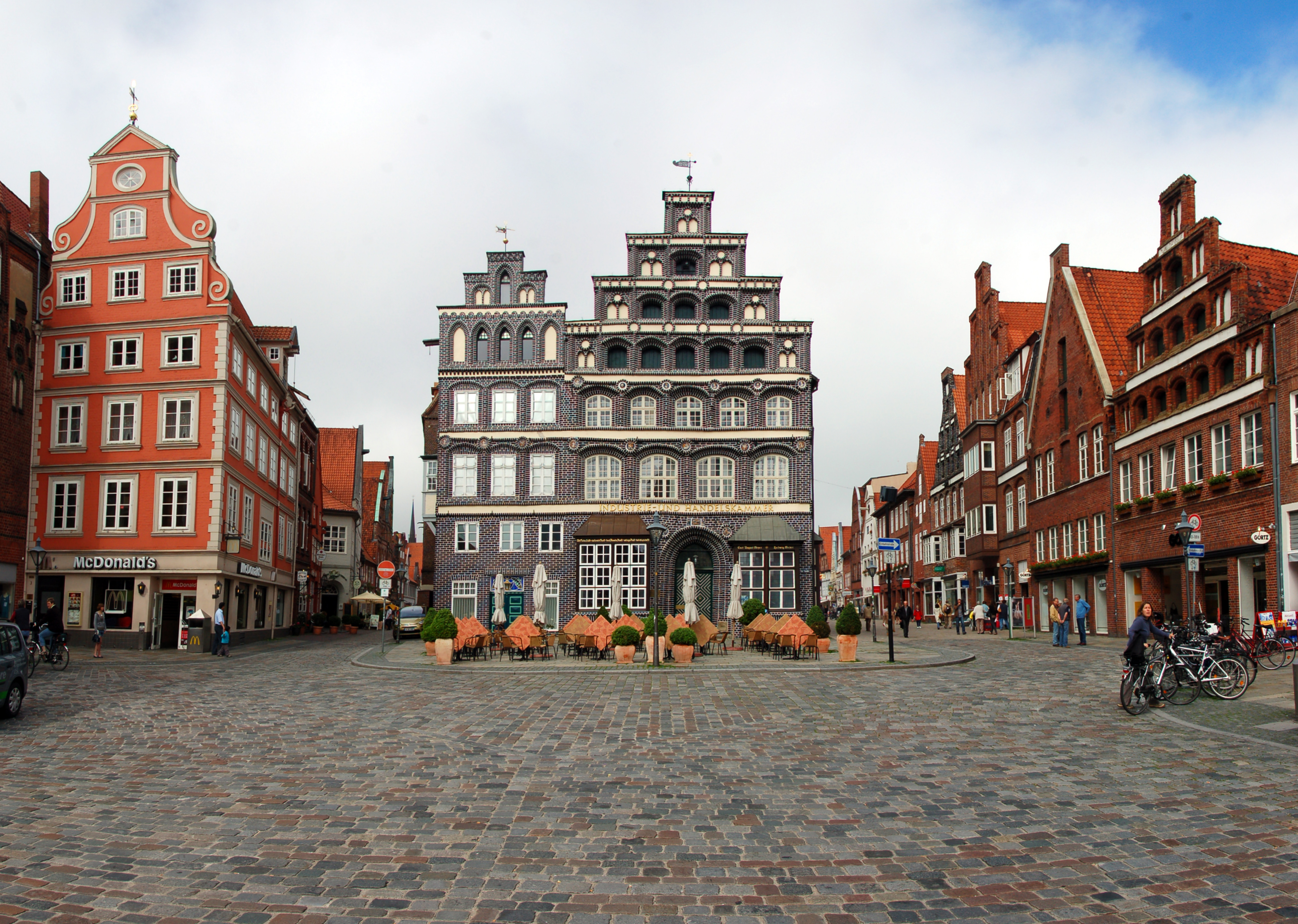
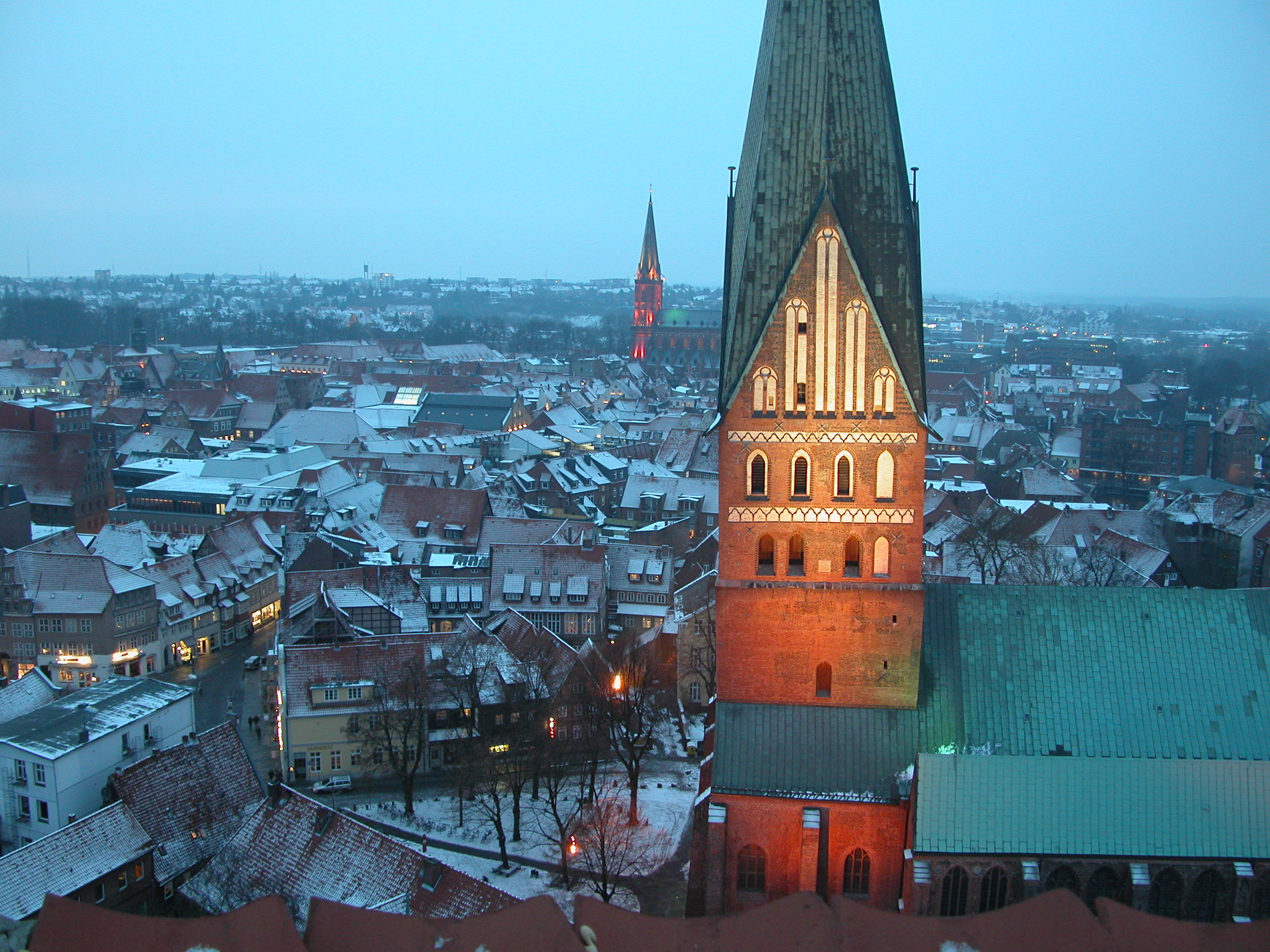
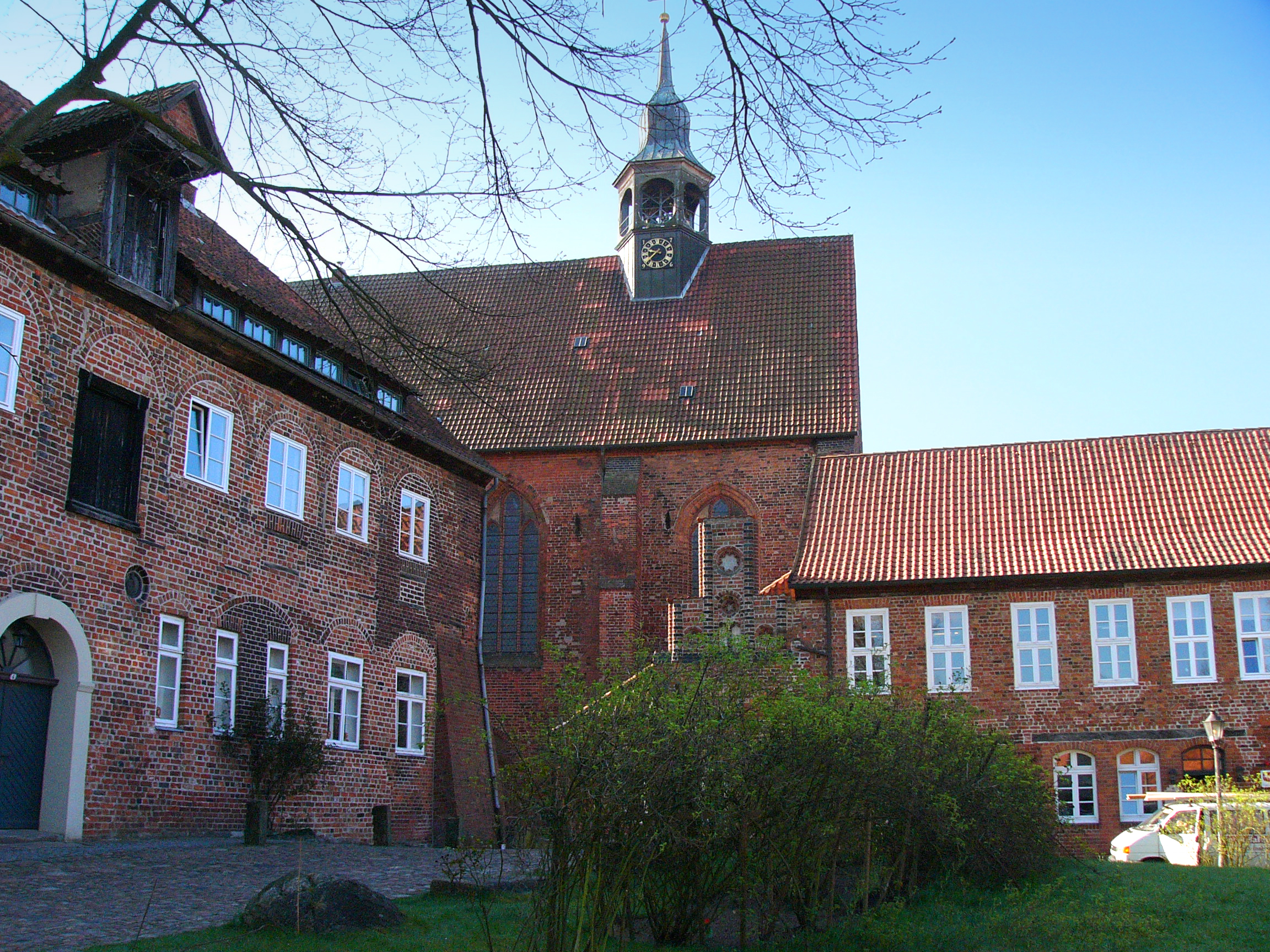
Lüne Kolostor
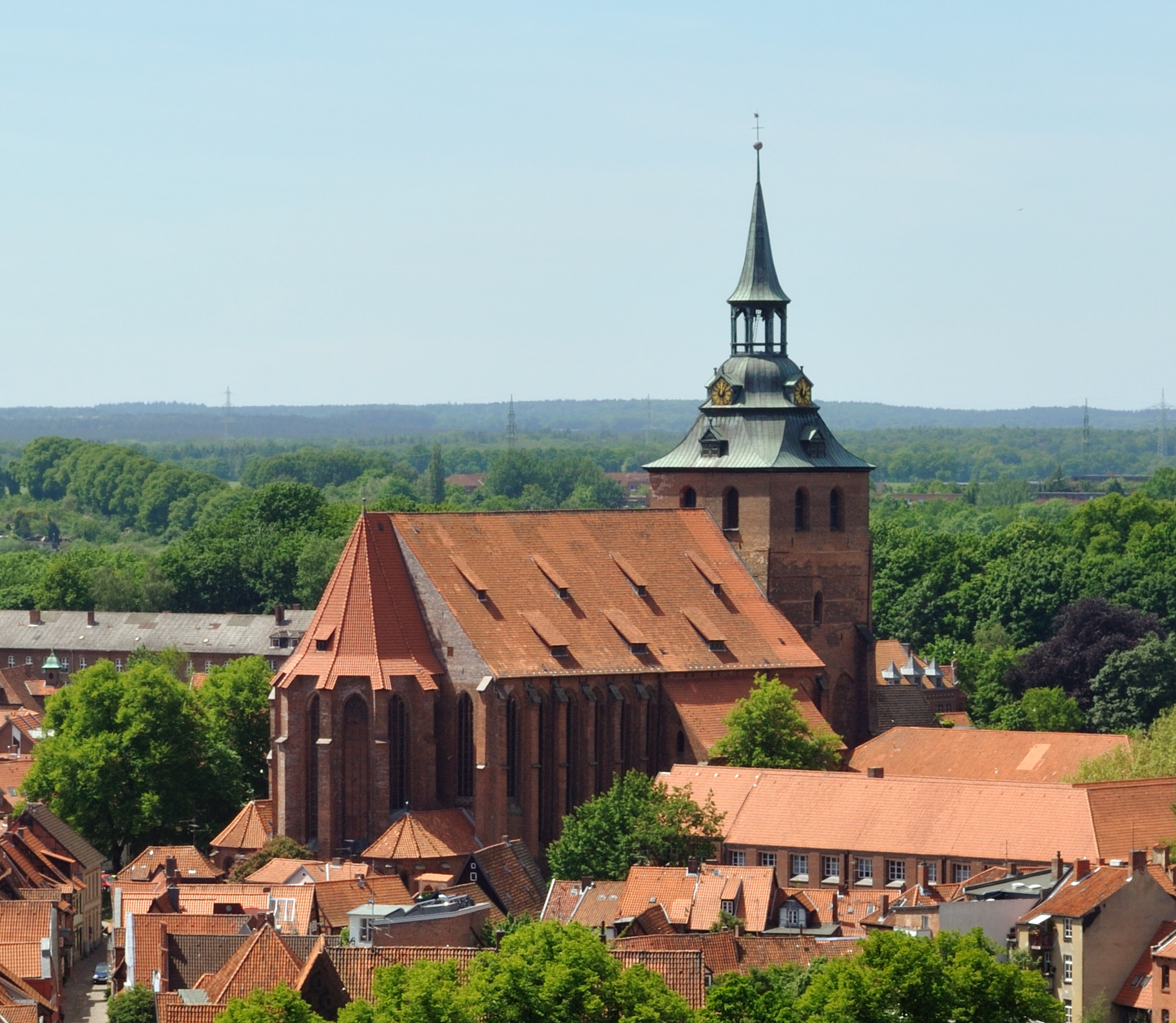
Mihály templom
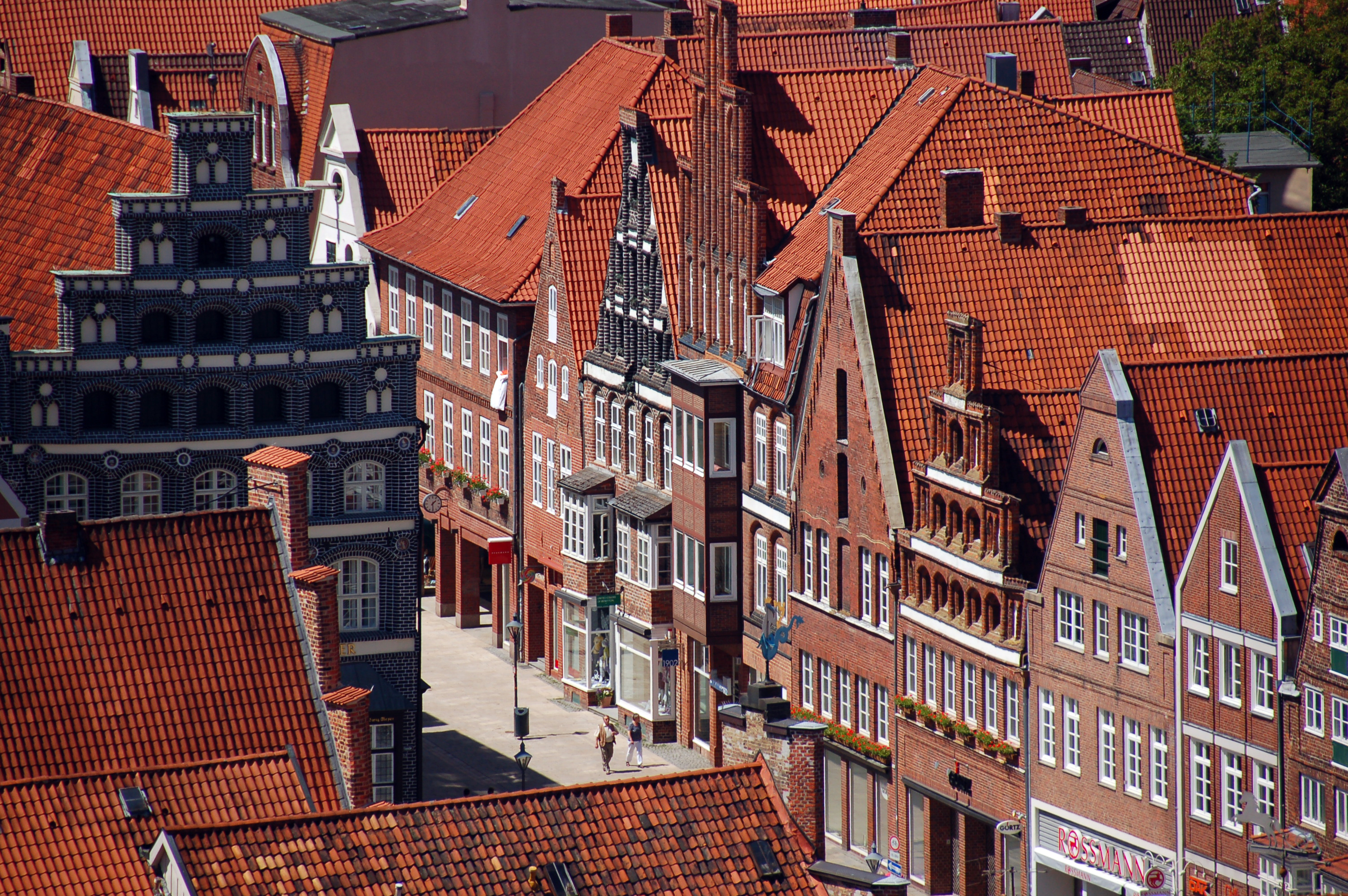
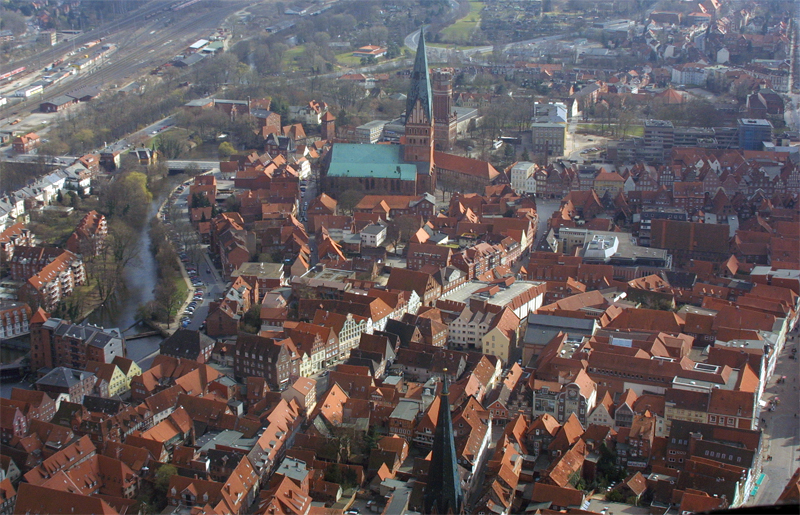